# The Mall (Londen)

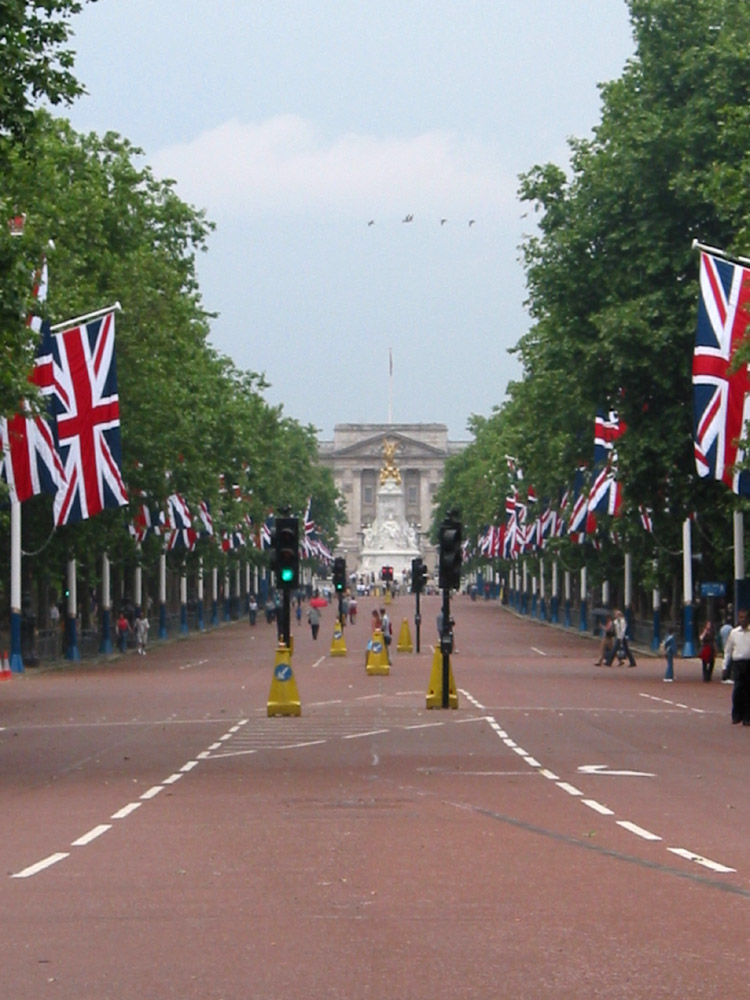
The Mall in Londen, richting Buckingham Palace

The Mall in Londen is de weg die leidt van de Admiralty Arch bij Trafalgar Square naar het Queen Victoria Memorial voor Buckingham Palace. The Mall is afgesloten voor het verkeer op zondagen, op nationale feestdagen en gedurende ceremonies.
Aan de noordzijde van de ongeveer 1 km lange straat liggen Green Park en St. James's Palace. Ten zuiden van de straat ligt St. James's Park
The Mall in Londen ontstond eind 19e, begin 20e eeuw, naar voorbeeld van vergelijkbare lanen die in Parijs, Washington D.C. en Berlijn waren gemaakt. Het was de bedoeling dat het vooral een ceremoniële functie zou krijgen.
The Mall was de start en finishplaats bij de wegwedstrijden tijdens de Olympische Zomerspelen 2012 in Londen.